# Dark Knight (singolo)
Dark Knight è un singolo del rapper statunitense Jack Harlow pubblicato il 27 ottobre 2017.

## Tracce
1. Dark Knight – 2:16